# Бирюля (приток Ура)
Бирюля — река в Кемеровской области России. Устье реки находится в 77 км по правому берегу реки Ур. Длина реки составляет 35 км.

## Данные водного реестра
По данным государственного водного реестра России относится к Верхнеобскому бассейновому округу, водохозяйственный участок реки — Иня, речной подбассейн реки — бассейны притоков (Верхней) Оби до впадения Томи. Речной бассейн реки — (Верхняя) Обь до впадения Иртыша.
населённые пункты (включая упразднённые)
Кулаевка